# 岐阜県立岐阜三田高等学校
岐阜県立岐阜三田高等学校（ぎふけんりつぎふみたこうとうがっこう）は、かつて岐阜県岐阜市にあった公立の高等学校。

## 概要
- 校名の三田は、学校がある地区「三田洞」に由来する
- 男女共学校であるが、設置されている学科が商業科、情報処理科、ファッション科のため、女子の比率が高かった。
- 2004年に岐阜県立岐阜藍川高等学校と統合し、岐阜県立岐阜城北高等学校の設立により廃校。廃校後は岐阜城北高等学校の三田校舎として使用された後、岐阜城北高等学校の校舎となった。

## 沿革
- 1983年（昭和58年）
  - 4月1日 - 開校。商業科、服飾科を設置。
  - 4月8日 - 開校式を行う。
- 1984年（昭和59年）7月9日 - 体育館が完成。
- 1985年（昭和60年）
  - 1月8日 - 校歌が完成。
  - 3月25日 - 付属棟が完成。
- 1986年（昭和61年）1月14日 - 格技場が完成。
- 1992年（平成4年）4月1日 - 情報処理科を設置。
- 1996年（平成8年）4月1日 - 服飾科をファッション科に改称する。
- 2004年（平成16年）3月 - 岐阜県立岐阜藍川高等学校と統合し、岐阜県立岐阜城北高等学校の設立により廃校。岐阜城北高等学校三田校舎となる。
- 2006年（平成18年） - 岐阜城北高等学校校舎となる。